# Ајон (Ардеш)
Ајон (фр. Ailhon) насеље је и општина у источној Француској у региону Рона-Алпи, у департману Ардеш која припада префектури Прива.
По подацима из 2011. године у општини је живело 518 становника, а густина насељености је износила 66,41 становника/km². Општина се простире на површини од 7,8 km². Налази се на средњој надморској висини од 406 метара (максималној 544 m, а минималној 258 m).

## Демографија
| 1962. | 1968. | 1975. | 1982. | 1990. | 1999. | 2011. |
| ----- | ----- | ----- | ----- | ----- | ----- | ----- |
| 121   | 140   | 134   | 173   | 290   | 336   | 518   |

График промене броја становника у току последњих година